# استئصال اللثة
استئصال اللثة أو إزالة اللثة هو إجراء سني يجريه طبيب الأسنان أو جراح الفم يقوم على قطع جزء من اللثة.
يُعد إجراء إزالة اللثة أقدم نهج جراحي في علاج اللثة ويُجرى عادة من أجل تحسين الناحية الجمالية أو حالة اللثة غير الطبيعية.
يوفر استئصال اللثة رؤية وإمكانية الوصول من أجل إزالة القلح بالكامل وتنعيم الجذور تمامًا من خلال إزالة جدار الجيب، الأمر الذي يخلق بيئة مواتية للشفاء اللثوي واستعادة محيط اللثة الفسيولوجي. يمكن أيضًا تنفيذ الإجراء بحيث يسمح بالوصول إلى النخور الممتدة إلى تحت اللثة أو حواف التيجان المركبة. السبب الجمالي الشائع لاستئصال اللثة هو الابتسامة اللثوية الحادثة بسبب فرط نمو اللثة.

## الاستطبابات

### إزالة الجيوب والتليف فوق العظمي
استئصال اللثة هو طريقة العلاج الأساسية المتاحة من أجل الحد من أعماق الجيب للمرضى الذين يعانون من التهاب اللثة والجيوب فوق العظمية. في مقارنة الأثر بين نهج العلاج المختلف لعلاج التهاب اللثة القائم على صحة اللثة عند بداية العلاج ونهايته، ثبت أن استئصال اللثة التقليدي أكثر نجاحًا في تقليل أعماق الجيب والالتهاب مقارنة بالعلاجات غير الجراحية في الجيوب البالغة 3 مم أو أكثر. تسمح إزالة الجيوب العميقة فوق العظمية برؤية أفضل ووصول أسهل من أجل إزالة القلح. ونتيجة لذلك، يوفر هذا بيئة مناسبة لشفاء اللثة واستعادة حدود اللثة الطبيعية.

### إزالة التضخم اللثوي
أثبت العلاج الجراحي في حالات تضخم اللثة الناجم عن الأدوية من خلال استئصال اللثة فعاليته مع عدم ظهور أي علامات سريرية على تكرار المرض بعد عام واحد. على الرغم من أنها الطريقة الأكثر شيوعًا للعلاج، لكن يُشار إليها فقط عندما يكون النمو المفرط شديدًا.
يُعد الورم الليفي اللثوي سببًا آخر لتضخم اللثة ناتج عن حالة وراثية. عادة ما يُعالج النمو المفرط للأنسجة اللثوية عن طريق استئصال اللثة، إذ ينتج عنه نتائج جمالية جيدة. ومع ذلك، لا يمكن التنبؤ بتكرار (نكس) هذه الحالات. يعني هذا احتمالية احتياج المتضررين للخضوع إلى تداخلات متكررة.

### زيادة ارتفاع التاج السريري

#### الحواف تحت اللثوية
يمكن أيضًا إجراء استئصال اللثة من أجل زيادة ارتفاع التاج السريري للأسنان. هذا مناسب في التخطيط العلاجي للأسنان ذات النسج الداعمة غير الكافية للاحتفاظ بالترميمات التعويضية نتيجة للنخور تحت اللثوية أو الكسور العمودية. يعالج العلاج الجراحي الحواف مع الحفاظ على العرض البيولوجي والارتباط السريري.

#### الابتسامة اللثوية
يُعد ظهور اللثة حتى 3 مم عند الابتسام مقبول تجميليًا. غالبًا ما يُستخدم مصطلح الابتسامة اللثوية من أجل وصف الابتسامة التي يظهر فيها أكثر من 3 مم من أنسجة اللثة عند الابتسام، وعادة ما تُعد غير جمالية للفرد. على غرار الحواف تحت اللثوية، يمكن إجراء استئصال اللثة من أجل زيادة ارتفاع التاج لتوفير ناحية جمالية أفضل وهندمة لثة طبيعية.

## الاعتبارات الجمالية، ولا سيما في المنطقة الأمامية من الفك العلوي
تؤثر الخصائص المورفولوجية للأسنان/اللثة والمتغيرات الفموية على إطار ابتسامة المريض. وتُعد ضرورية من أجل تحقيق إعادة تأهيل ناجحة ومتوقعة لابتسامة المريض.
يبلغ متوسط الارتفاع العمودي للقواطع المركزية العلوية (الثنايا) عند الذكور والإناث 10.6 مم و9.8 مم على التوالي. ويبلغ متوسط طول القواطع العلوية الظاهر مع وجود خط الشفة في وضع الراحة 1.91 مم للرجال و3.40 مم للنساء (ضعف الكمية تقريبًا). أُجريت المزيد من الدراسات الحديثة من أجل تأكيد علاقة النوع الجنسي بارتفاع تاج القواطع العلوية الظاهرة في وضع الراحة. تشير البيانات من الدراسة بوضوح إلى أن خطوط الابتسامة المرتفعة أكثر شيوعًا بين الإناث، مع شيوع أنماط الابتسامة المنخفضة بين الذكور. يعرض خط الابتسامة المرتفع تاج السن بالكامل مع كمية وفيرة من اللثة. وبالتالي، يمكن لبعض الأشخاص النظر إلى هذا الإجراء بشكل شخصي إذ قد تكون درجة معينة من عرض اللثة مرضية من الناحية الجمالية وتعطي مظهر شاب، والعكس صحيح.